# ČSD 498.1 sorozat
A ČSD 498.1 sorozat egy csehszlovák gőzmozdonysorozat volt. 1952 és 1954 között gyártotta a Škoda, Plzeň. A sorozat selejtezése 1980-ra fejeződött be.